# Кавказский заповедник
Кавка́зский государственный природный биосферный запове́дник имени Христофора Шапошникова — самая большая по территории и старейшая особо охраняемая природная территория на Северном Кавказе. Является вторым по величине горно-лесным заповедником Европы, его общая площадь превышает 280 000 га. Расположен на Западном Кавказе в пределах трёх субъектов Российской Федерации — Краснодарского края, Республики Адыгея и Карачаево-Черкесской Республики.
Территория находится на границе умеренного и субтропического климатических поясов. Отличительной особенностью заповедника является высокая концентрация на его территории реликтовых и эндемичных видов флоры и фауны. Например, здесь встречаются деревья тиса ягодного возрастом старше 2000 лет.
Современный заповедник является наследником Великокняжеской Кубанской охоты, созданной в 1888 году по инициативе Великих князей Петра Николаевича и Георгия Михайловича. 12 мая 1924 года на землях бывшей охоты был создан Кавказский зубровый заповедник. 19 февраля 1979 года по решению ЮНЕСКО Кавказский заповедник получил статус биосферного. В 1999 году территория заповедника была включена в список Всемирного наследия ЮНЕСКО под названием объекта «Западный Кавказ». В январе 2008 года заповеднику было присвоено имя его создателя Христофора Шапошникова.
В заповеднике была успешно проведена реинтеграция в природу зубра, истреблённого к 1927 году. На 2020-й год его популяция стабильна и насчитывает не менее 1200 особей. С 2007 года ведётся проект реинтеграции переднеазиатского леопарда.
Будущее заповедника находится под угрозой из-за планов правительства РФ проложить через него автомагистраль Кисловодск — Адлер, которая разделит заповедную зону на две части, разрушив места обитания и маршруты миграций многих редких и эндемичных видов, а также из-за постоянных попыток изменения границ заповедника и строительства крупномасштабной горно-туристической инфраструктуры. С 2018 года ЮНЕСКО рассматривает необходимость перевода заповедника в список «объектов всемирного наследия под угрозой». Из-за многочисленных проблем и нарушений Международный координационный совет МАБ в 2019 году планировал исключить заповедник из Всемирной сети биосферных резерватов.

## Описание

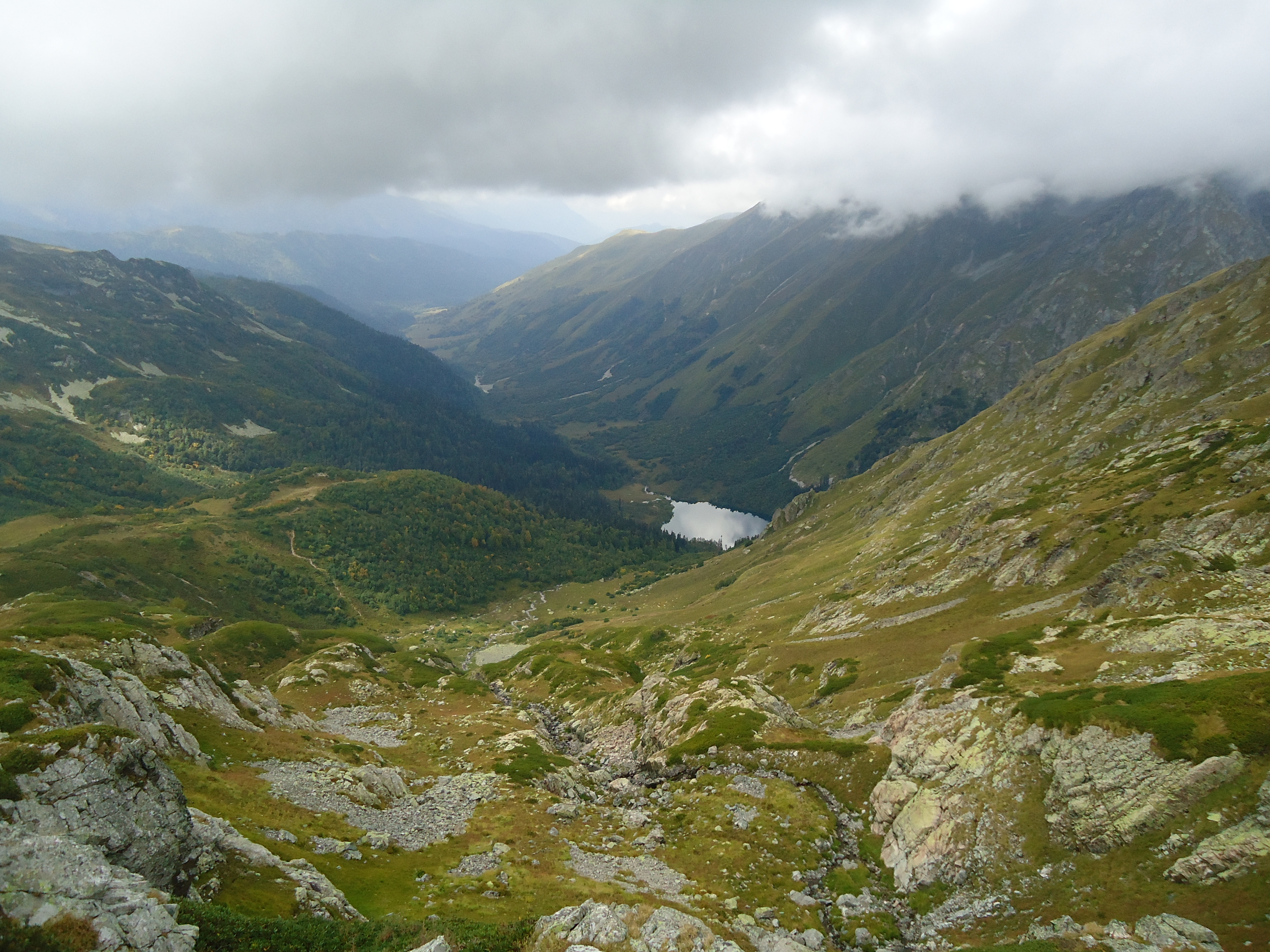
Озеро Кардывач и долина реки Мзымты, Восточный отдел заповедника

### Физико-географическое расположение
Кавказский государственный природный биосферный заповедник расположен на северном и южном склонах Западного Кавказа в координатах 44—44,5° северной широты и 40—41° восточной долготы. Он является крупнейшим горно-лесным заповедником Европы, занимая земли Краснодарского края, Республики Адыгея и Карачаево-Черкесской Республики России и вплотную примыкая к границе с Абхазией. В отрыве от основной территории, в Хостинском районе Сочи расположен субтропический Хостинский отдел заповедника — тисо-самшитовая роща площадью 302 га. Общая площадь заповедника составляет 280 335 га, окружённых охранной зоной, многочисленными заказниками и памятниками природы. К южной границе заповедника примыкает Сочинский национальный парк.

### Рельеф и климат
На территории Кавказского заповедника сохранились первозданные ландшафты с уникальными флорой и фауной. Его территория представляет собой группу горных и высокогорных экосистем (абсолютные отметки над уровнем моря от 640 м до 3346 м) Западного Кавказа, ограниченную 36°45'—40°50' северной широты и 43°30'—44°05' восточной долготы и характеризуется высотными отметками от 260 до 3360 м над уровнем моря. Основа его рельефа — Главный Кавказский хребет, протянувшийся с северо-запада на юго-восток. В целом хребет асимметричен: с более протяжённым северным макросклоном и крутым коротким южным.

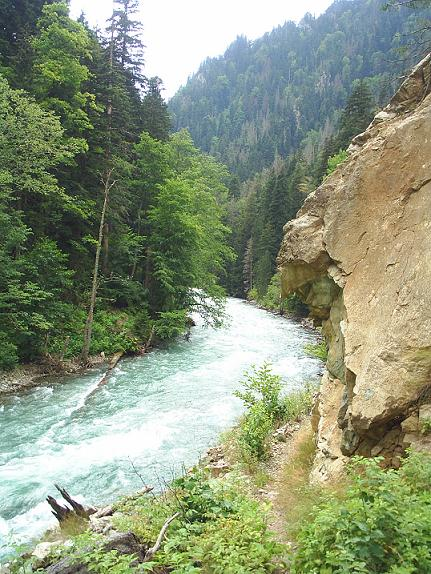
Река Цахвоа, центральная часть заповедника

Свыше 18,2 км² территории покрывают ледники, во многих районах представлены карстовые ландшафты с многочисленными пещерами. В заповедную зону входят свыше 120 озёр, крупнейшее из которых — озеро Безмолвия с площадью водного зеркала свыше 220 тыс. м². Большая часть территории заповедника покрыта лесами, лишь в высокогорье доминируют субальпийские и альпийские луга. Дубняки, ольшаники и субтропические колхидские леса предгорий выше сменяются букняками с участием грабовых и каштановых лесов. Верхние пояса растительности сформированы темнохвойными пихтарниками и ельниками, светлыми сосняками, парковыми кленовниками, криволесьями, субальпийскими и альпийскими лугами.
Заповедник расположен в зоне умеренного и субтропического климата, для низинных районов характерны тёплые зима (до +4,2 в январе) и лето (до 21 градуса в июле). Годовая сумма осадков достигает 1200 мм. Снег в горах лежит до 5 месяцев в году.

### Фауна
Животный мир заповедника очень разнообразен: в нём зарегистрировано 89 видов млекопитающих средиземноморской, кавказской, колхидской и европейской фаун. Здесь водятся 15 видов пресмыкающихся, 9 — земноводных, 21 — рыб, более 100 видов моллюсков и около 10 000 видов насекомых, из них не менее 5000 жуков. Орнитофауну представляют 253 вида птиц, из них 112 — гнездящихся. Видовое разнообразие беспозвоночных заповедника — червей, ракообразных, пауков — изучено неполно.

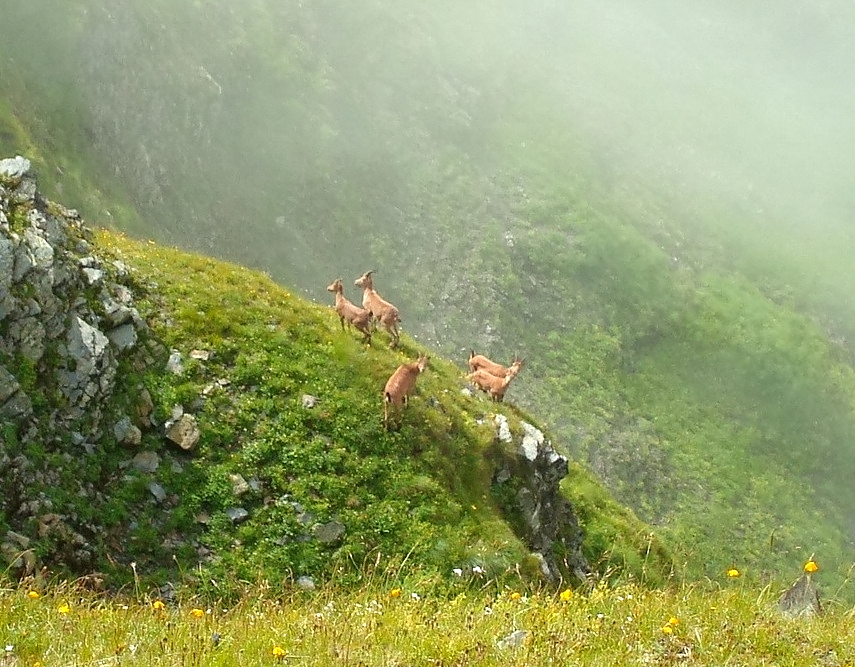
Стадо горных туров на склонах Псеашхо

Многие животные заповедника относятся к эндемикам и реликтам, особенно много их среди беспозвоночных, амфибий и рептилий. Из позвоночных заповедника в Красную книгу МСОП занесено 8 видов, в Красную книгу РФ — 25 видов. Вместе с беспозвоночными животными в государственные и региональные Красные книги занесен 71 вид.
В Кавказском заповеднике водятся зубробизон, благородный олень, бурый медведь, западнокавказский тур, серна, рысь, косуля, кабан, барсук, кавказская норка, кавказский лесной кот и др. Он является резерватом для многих пушных зверей — ласки, норки, барсука, лесной и каменной куниц, лисицы.
Среди птиц преобладают представители отрядов воробьинообразных и соколообразных. Орнитофауну отличают позитивные тенденции — в 2010-х годах на территории заповедника стали вновь появляться виды, за прошлые 50-60 лет не встречавшиеся в нём и уже исключённые из местного перечня: к ним относятся орёл-карлик, степной орёл, степной лунь, гоголь, черношейная поганка, снежный вьюрок. Также над заповедником проходят крупные миграционные пути водоплавающих и хищных птиц, в особенно крупные стаи собираются канюки. В период миграции в заповеднике отмечают чёрного и белого аистов, кудрявого пеликана.
Наиболее многочисленными группами герпетофауны являются настоящие ящерицы и ужовые, у рыб — карпообразные. В заповеднике водится крупнейшая бабочка России и Европы — малый ночной павлиний глаз, а также редкие насекомые — жук-олень, аскалаф пёстрый, олеандровый бражник, и другие.

### Флора

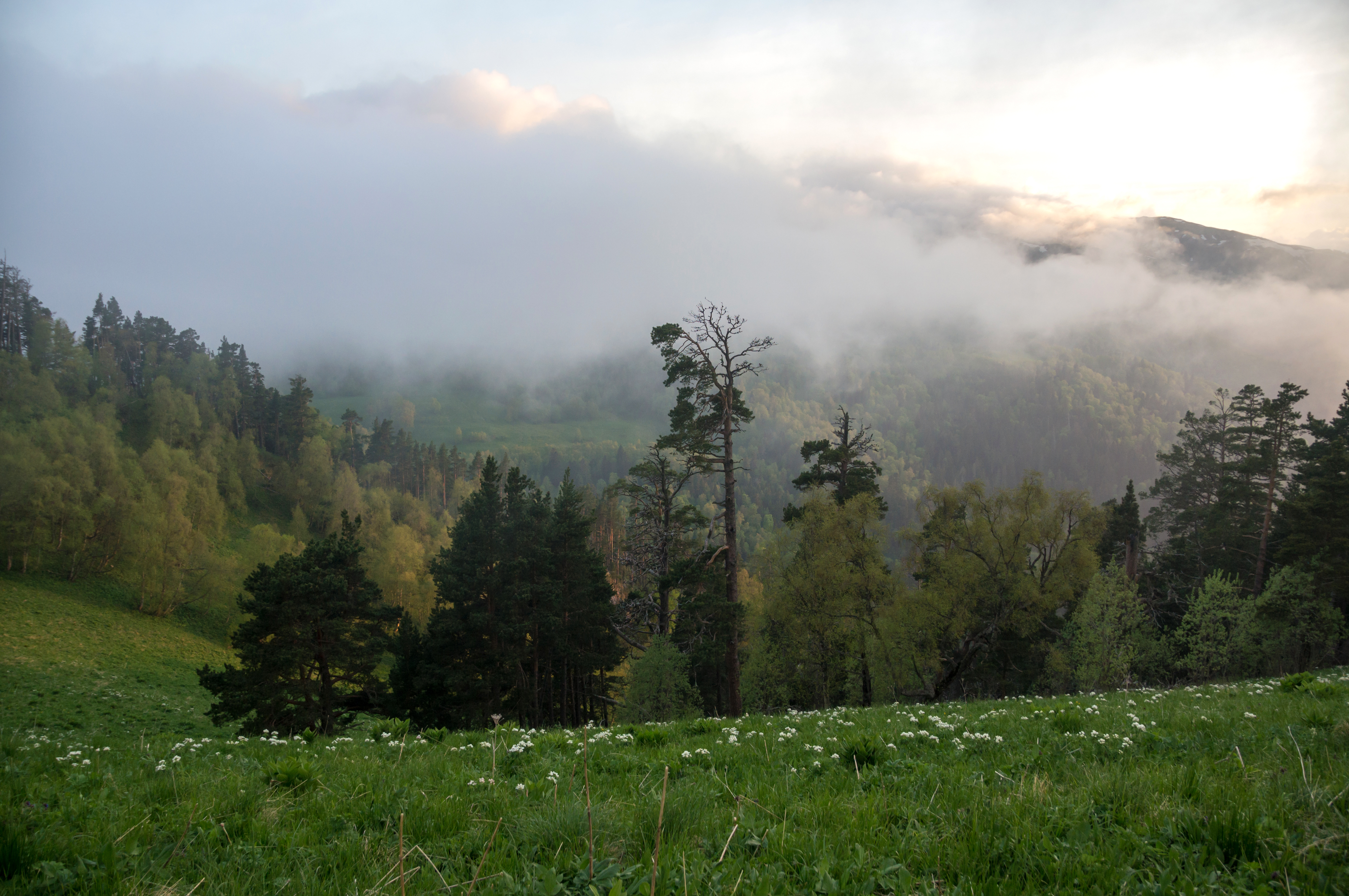
Долина реки Шиша, микрозона с эндемичными видами на северной границе

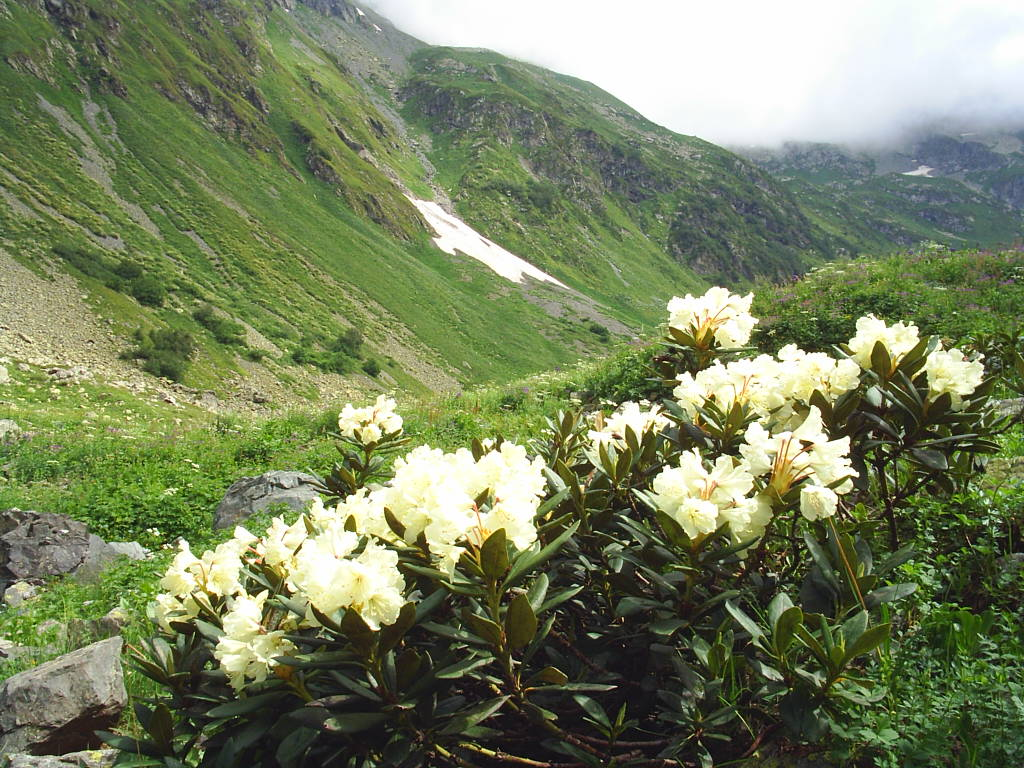
Цветущий рододендрон, долина Верхней Мзымты, Восточный отдел заповедника

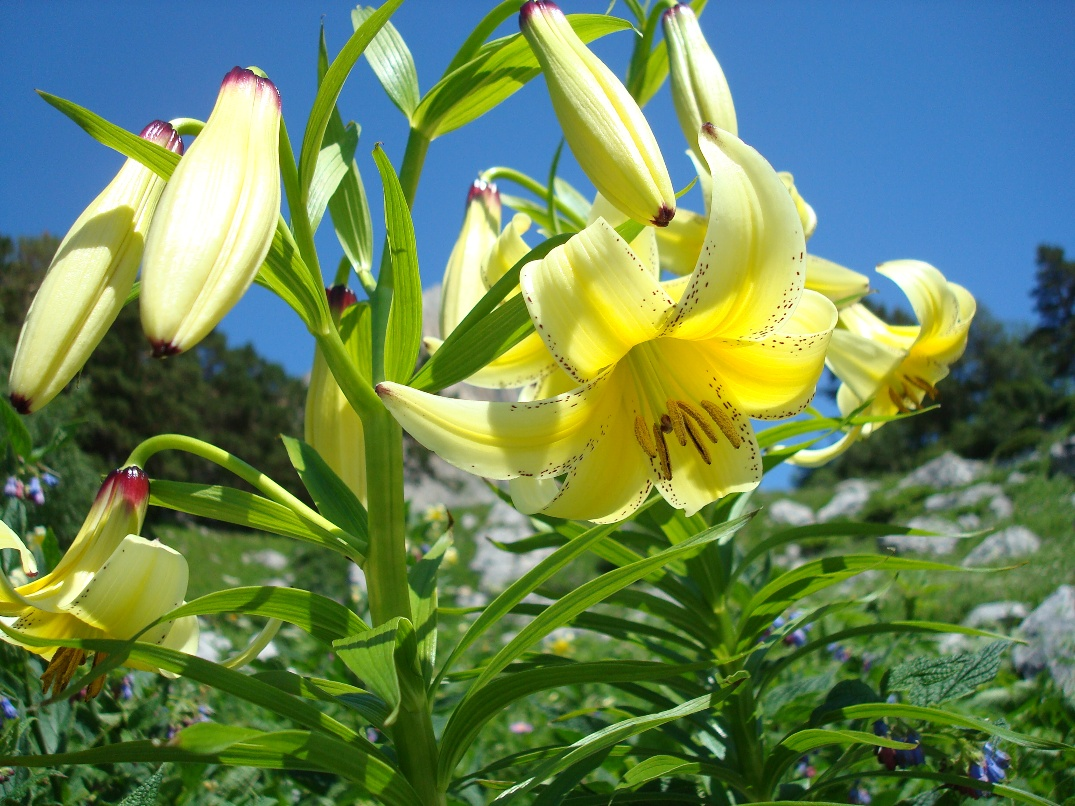
Кавказская лилия, Западный отдел заповедника

Во флоре зарегистрировано свыше 1700 сосудистых растений, 830 видов грибов-макромицетов, 575 лишайников, 385 видов листостебельных мхов. Главная особенность флоры Кавказского заповедника — высокая концентрация эндемичных или реликтовых видов, к которым относится каждое пятое его растение .
Преобладающими семействами флоры Кавказского заповедника являются астровые (189 вида), мятликовые (100), розовые (101) бобовые (77). Лесная флора включает более 900 видов, часть которых встречается также в горно-луговом поясе. Общее число высокогорных растений превышает 800 видов. Деревья и кустарники составляют 165 видов, в том числе 142 — листопадных, 16 — вечнозелёных лиственных и 7 — хвойных. Десятки видов растений, обитающих в странах Черноморского и Средиземноморского бассейнов, в России встречаются только на южном (Сочинском) склоне заповедника и в Сочинском национальном парке: подснежник ризейский, скрученник спиральный, пион Виттмана, ятрышник прованский, живокость расщеплённая и др. Практически по всему заповеднику единичными деревьями и небольшими группами встречается тис ягодный. Это древнее вечнозелёное хвойное дерево живёт до 2—2,5 тыс. лет, деревья такого возраста представлены в тисо-самшитовой роще Кавказского заповедника.
По оценке специалистов, микофлора заповедника включает не менее 2 000 видов, тщательно изучена только небольшая их часть. Среди грибов выделяются субтропические виды (диктиофора сдвоенная, цезарский гриб), а также тропические грибы-цветы (решёточник красный, цветохвостник веретеновидный.
Лесная растительность разнообразна и зависит от макросклона, высоты над уровнем моря, экспозиции, характера почв и подстилающих пород. В предгорьях южного макросклона в Хостинском и Западном лесничествах встречаются уникальные субтропические полидоминантные смешанные широколиственные леса с вечнозелёным подлеском. Здесь встречаются реликтовые самшит колхидский, падуб колхидский, лептопус колхидский, фикус карийский, зверобой двубратственный и многие другие. Склоны южных экспозиций до 800—1200 м над уровнем моря обоих макросклонов заняты дубняками, в которых доминируют дуб скальный и дуб грузинский, также представлены ещё 6 видов дубов, клён каппадокийский, берёза, ясень высокий, граб кавказский и др. Эти леса отличаются от североевропейских наличием лиан: здесь представлены плющ колхидский, плющ обыкновенный, сассапариль высокий, ломонос виноградолистный, обвойник греческий, жимолость душистая, паслён ложноперсидский, виноград лесной. Речные долины и ущелья до среднегорья покрыты прирусловыми ольхово-ивовыми лесами с ивой белой, ольхами серой, чёрной и бородатой. В Северном отделе заповедника на высотах до 1000 м доминируют лиственные буковые леса, от 1000 до 2000 м — хвойные пихтовые, выше 2200 м — буковые и пихтово-буковые. Их образуют реликтовые виды: бук восточный, каштан посевной, пихта Нордманна, эндемики ель восточная и сосна крючковатая.
Между лесным и горно-луговым поясами переходную полосу составляют парковые кленовники, криволесья, мелколесья, кустарниковые формации и родореты с участками субальпийского высокотравья. Более 15 видов образуют субальпийское высокотравье, высота отдельных растений превышает 3 м. Кроме того, на обнажениях горных пород развивается своеобразная скально-осыпная растительность, а вблизи переувлажнённых мест, особенно в высокогорье, — водно-болотная.
В Кавказском заповеднике насчитывают около 40 видов папоротников и свыше 30 видов орхидей, здесь представлены три из пяти произрастающих на Кавказе видов рододендронов — понтийский, кавказский и жёлтый.

## Деятельность заповедника

### Научная, природоохранная и просветительская работа
На 2020-й год в штате заповедника работают 294 человека; структурно выделены научный, охранный и эколого-просветительский отделы. Адыгейское научное отделение заповедника находится в Майкопе, управление заповедника расположено в Сочи.
Научный отдел заповедника ведёт исследования по 22 темам, в их числе — изучение экзогенных геологических процессов, анализ роли абиотических и биотических факторов на видовое разнообразие фитоценозов, распространение инфекционных заболеваний у животных и растений. Сотрудники заповедника изучают также изменения, вызванные глобальным изменением климата. С 2019 года они опубликовали 12 монографий, 8 статей в зарубежных журналах и 46 — в российских. С 2010 года было выявлено 25 новых для науки видов беспозвоночных.
Ежегодно проходит минимум 4 учёта поголовья зверей, мониторинг природных комплексов и процессов живой и неживой природы. Гербарий заповедника содержит свыше 29 тыс. образцов, а остеологическая и краниологическая коллекция — более 1000 единиц хранения. На кордонах Гузерипль и Лаура работают вольерные комплексы, где лечат и выхаживают больных зверей, а также готовят животных к выпуску для реинтеграции в естественную среду. С 2007 года ведётся проект реинтродукции переднеазитского леопарда. К 2016-му число зубров удалось увеличить до 920 особей, а к 2020-му — до 1200. Чтобы восстановить погибшие самшитовые леса, ведётся программа массового разведения и применения энтомопаразитоида Chouioia cunea.

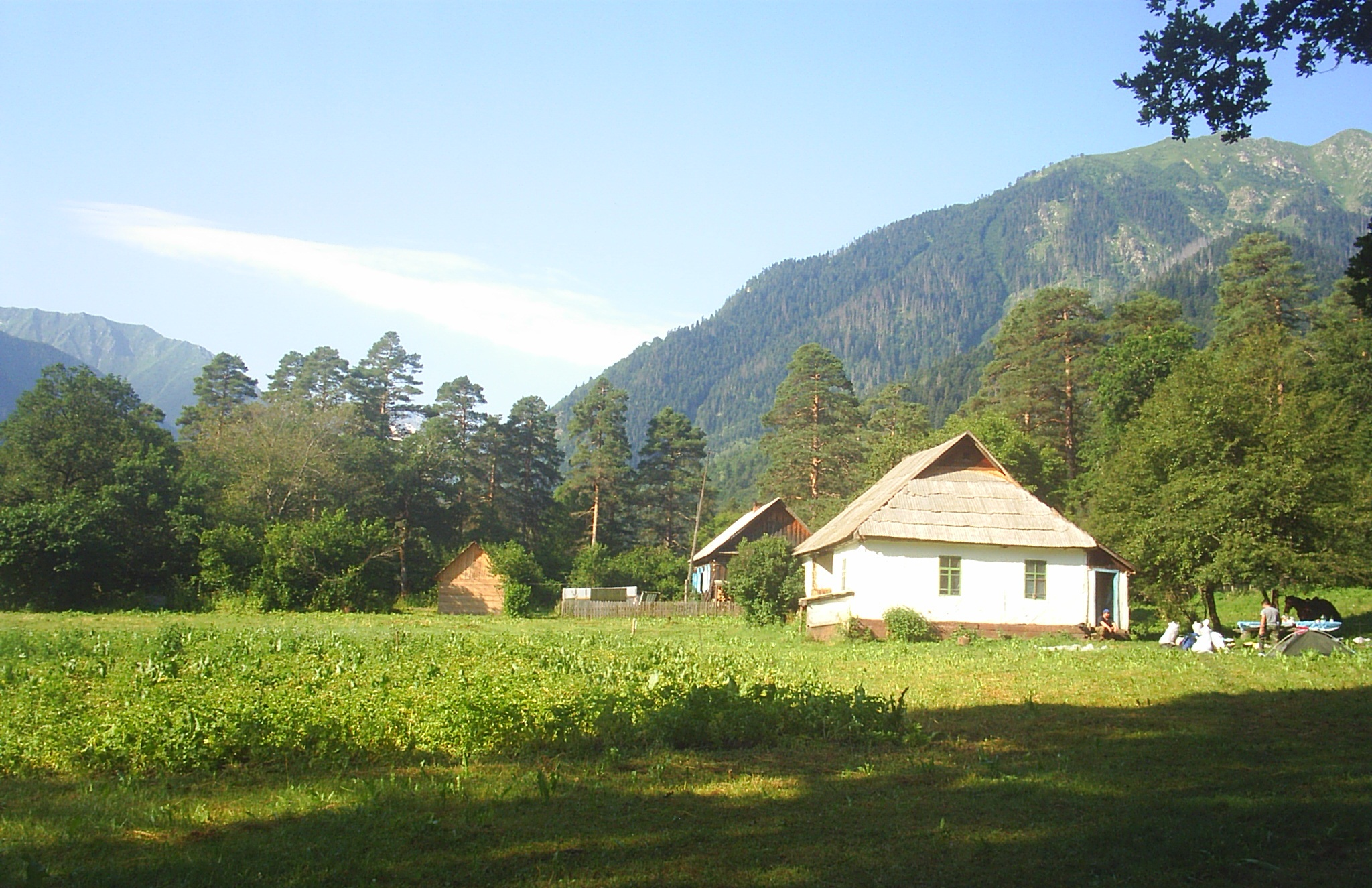
Кордон Умпырь в центре заповедника

В охранном отделе заповедника работают 80 инспекторов. Территория условно разделена на шесть отделов охраны: Западный, Северный, Южный, Хостинский, Восточный и Юго-Восточный. На них расположены 14 кордонов и 2 контрольно-пропускных пункта. С 2000 по 2020 год свыше произошло свыше 3700 эпизодов незаконного нарушения границ заповедника, более 260 случаев охоты и рыбной ловли, было изъято 170 единиц огнестрельного оружия. Только за 2021 год инспекторы составили 450 протоколов о нарушении природоохранного режима, было возбуждено 20 уголовных дел.
Отдел экопросвещения проводит экскурсии и образовательные программы для школьников в рамках проекта «Заповедные уроки».

### Туризм
На 2020 год на территории действовали 20 туристических маршрутов — 14 летних и 6 зимних. Посетить заповедник можно также в рамках действующих программ для волонтёров: сотрудникам заповедника ежегодно требуется помощь в уборке мусора, учёте животных, ремонте инфраструктуры. За 2021-й год заповедник принял 539 тысяч туристов, на 200 тысяч больше, чем в предыдущий год — это делает Кавказский заповедник самым посещаемым в России, однако приводит к тому, что экологический туризм превращается в массовый и несёт с собой значительные риски для природы.

## История

### Кубанская охота
В 1888 году Великие князья Пётр Николаевич и Георгий Михайлович выделили около 480 тыс. десятин земли в районе Большого Кавказского хребта под охотничьи угодья. Эти земли были взяты в аренду у лесных дач Министерства государственных имуществ и Кубанского областного войскового правления. В дальнейшем эта территория стала известна под названием Великокняжеская Кубанская охота. Основной целью её учреждения стала охрана редких видов животных. Заведующим охотой был назначен чех по происхождению, офицер австрийской службы в запасе Максимилиан Францевич Носко. По указанию Великих Князей в охоте были проложены дороги и обустроены несколько лагерей. Для работы в заповеднике наняли штат егерей и лесных стражников, в станице Псебайской Майкопского отдела открыли управление по борьбе с браконьерством. С 1892 года право охотиться перешло к Великому Князю Сергею Михайловичу. В 1894 году Сергей Михайлович передал Зоологическому музею обширную коллекцию трофеев и фаунистических сборов, составленную на его охоте препаратором музея С. К. Приходко.
24 мая 1894 года во время работы над устройством новой тропы в охоте Максимилиан Носко оступился при спуске по насыпи и упал навзничь на ружьё, которое нёс за спиной на погонном ремне. Выстрелом убило жену Носко, которая спускалась следом за мужем. Третий участник похода, охотник Широков, смог уговорить Носко не покончить с собой только потому, что иначе Широкова обвинили бы в убийстве обоих супругов. На следующий день в сопровождении нескольких охотников тело перевезли в Псебайскую станицу. По воспоминаниям летописца Великокняжеской охоты В. А. Шильдера, Носко заперся в охотничьем доме, написал несколько писем с распоряжениями, в том числе о том, чтобы его похоронили в одном гробу с женой, «привёл в порядок дела канцелярии», простился с трёхлетней дочерью и выстрелил себе в сердце.
После Носко управляющим охотой был назначен австрийский лесничий Э. К. Ютнер. Он проработал в этой должности более 25 лет и смог довести местную популяцию зубров до 600 особей. При Романовых за сезон разрешалось убить не больше 5 особей: даже Сергей Михайлович для охоты на зубра должен был получать разрешение у Его Величества.

### Формирование заповедника и восстановление зубра
В 1906 году рада Кубанского казачьего войска объявила о намерении разделить земли заповедника между 135 станицами Кубанского казачества. Срок аренды под царскую охоту продлили на три года, с 1909 года юридически она перестала существовать. Однако вплоть до Первой мировой войны Великий Князь продолжал платить жалованье егерям, пытавшимся сдерживать браконьеров.

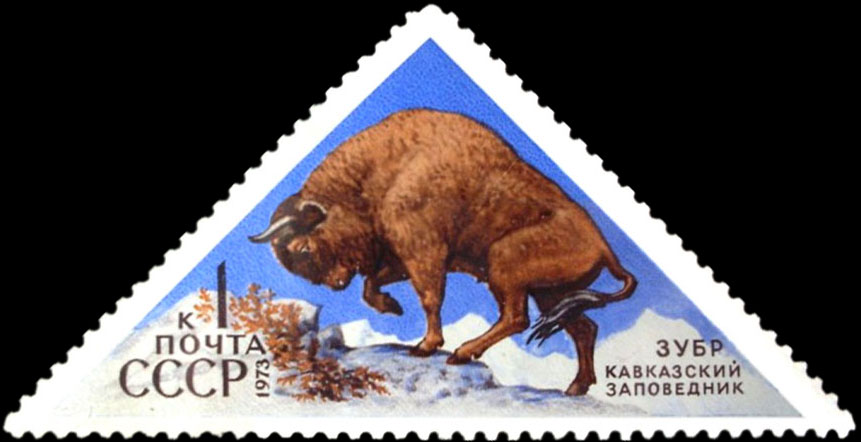
Почтовая марка СССР, 1973 год: Кавказский заповедник − зубр

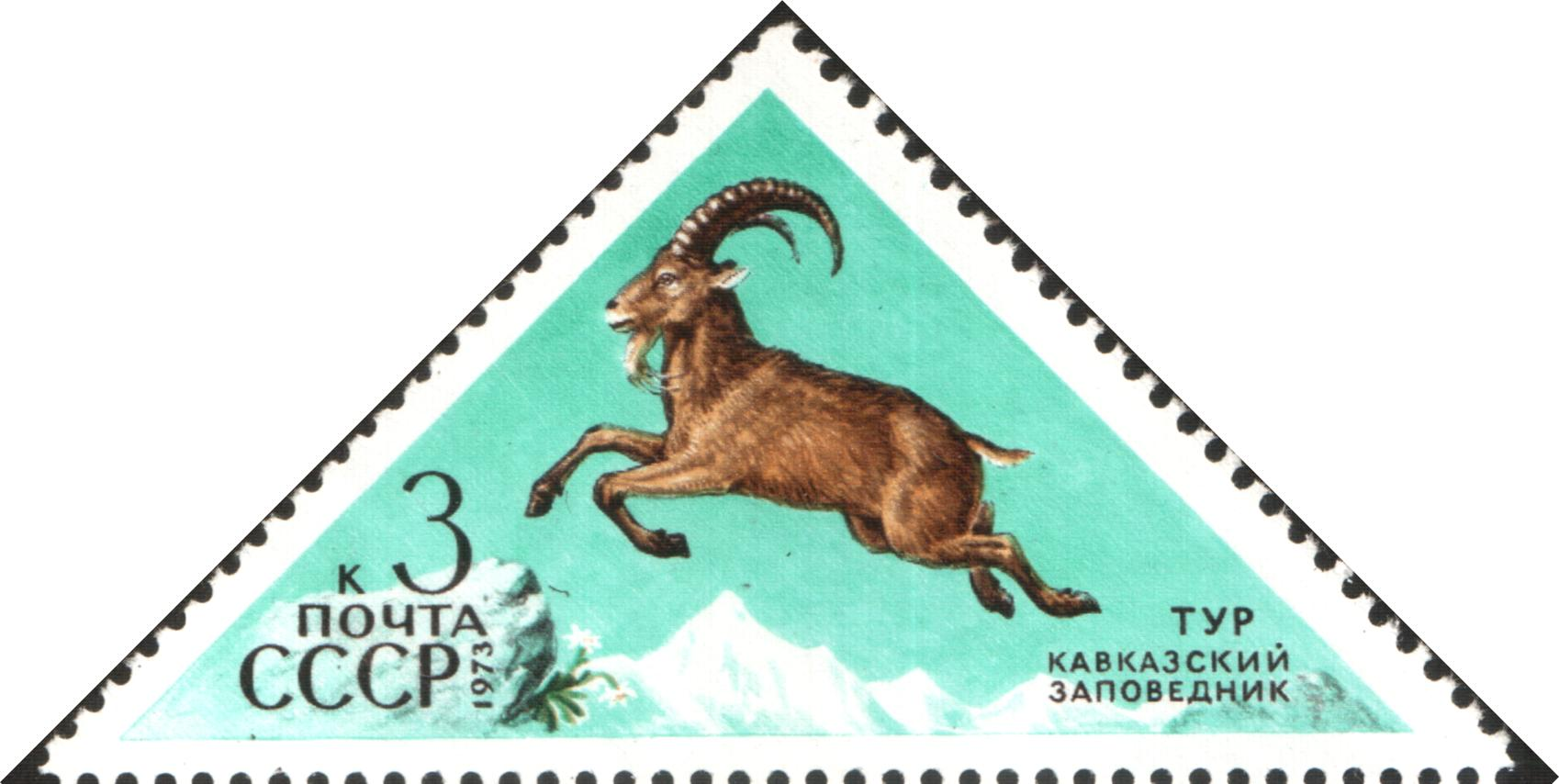
Почтовая марка СССР, 1973 год: Кавказский заповедник − тур

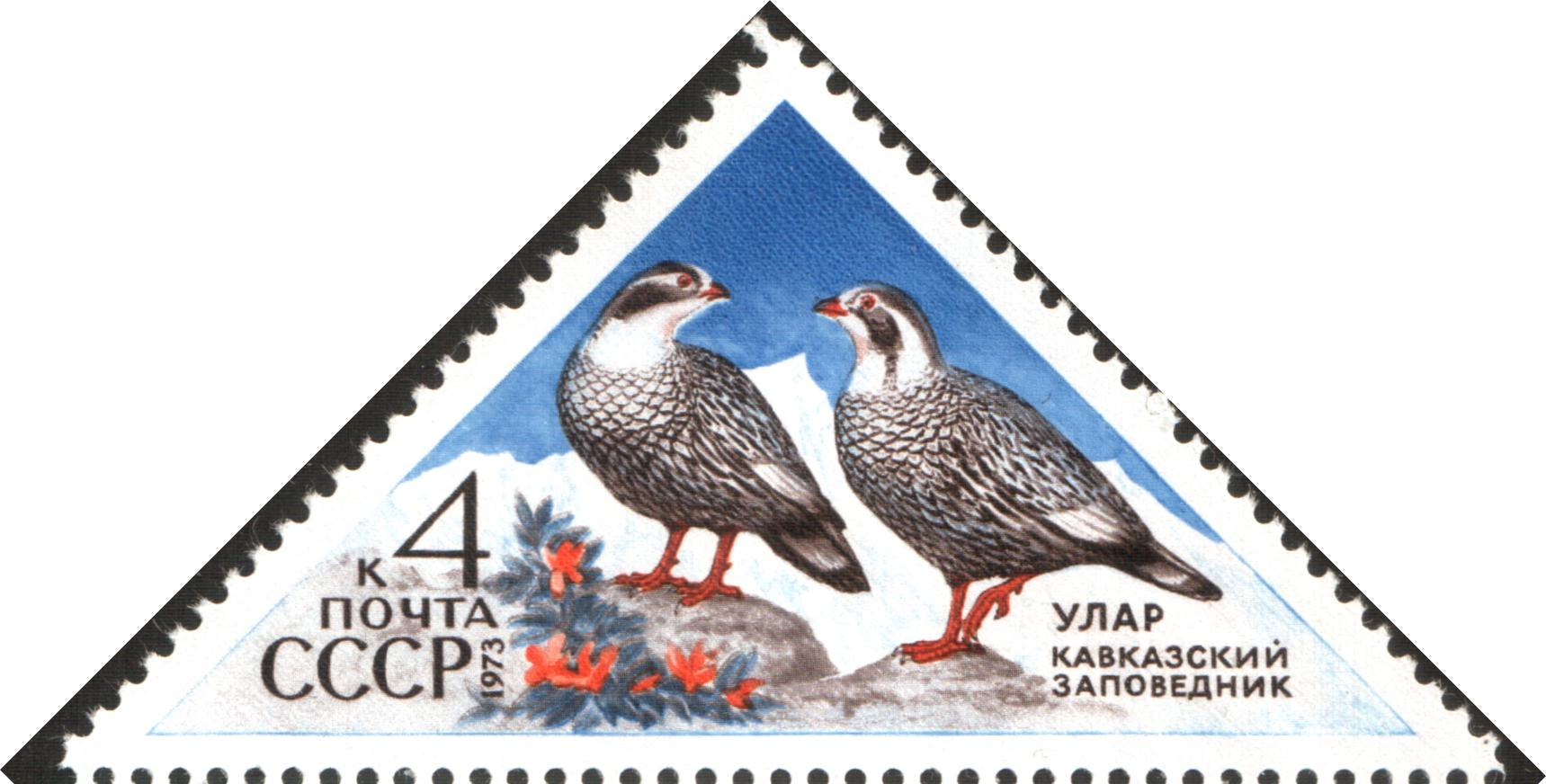
Почтовая марка СССР, 1973 год: Кавказский заповедник − улар

В 1907 году Белореченское лесничество возглавил известный учёный-натуралист Хачатур Шапошников. В 1909 году он послал письмо в Российскую академию наук с обоснованием необходимости учреждения заповедника и схемой его границ, включавших Малолабинскую, Хамышевскую, Мезмайскую, Тхачскую и Сахрайскую дачи. На основании предложенного Шапошниковым проекта директор Зоологического музея представил в Академии наук доклад с предложением сформировать заповедник, чтобы сохранить исчезающую популяцию зубра. 1 июля 1909 года была сформирована специальная Комиссия под председательством Сергея Михайловича, в последующие два под руководством Д. П. Филатова прошла крупномасштабная экспедиция по изучению кавказской популяции зубра. Средства на поездки и работу предоставил Великий Князь. Тем временем на утративших охранный статус землях стремительно рос браконьерский промысел. Наместник Его Величества на Кавказе и Военное Министерство препятствовали формированию заповедника, требуя исключить из его границ Мезмайскую, Сахрайскую и Тхачскую казачьи дачи. В 1914 году Межведомственная комиссия под председательством Сергея Михайловича вновь не смогла добиться учреждения заповедника, поскольку Рада Кубанского казачьего войска отказывалась отдавать под него свои земли. Новую попытку предприняло в 1915 году Русское географическое общество, однако и его инициатива не увенчалась успехом.
В 1914—1917 годах Шапошников воевал на Кавказском фронте, во время революции выступал на стороне большевиков. В сентябре 1918 он спрятал в своём доме известного на Кавказе большевика И. Б. Шевцова, которого искали белые. В благодарность Шевцов получил для Шапошникова грамоту на сохранение его зоологической коллекции, подписанную Будённым и Ворошиловым. Однако после многократных обращений Шапошникову не удавалось получить разрешение от правительства на создание заповедника, а его доклад с этим предложением на съезде лесничих вызвал волну критики. Чтобы спасти нетронутые леса и остатки популяции зубров, Шапошников арендовал земли охоты как частное лицо — для этого ему пришлось занимать деньги в долг, потому что Лесной отдел запросил сумму в несколько раз выше той, что раньше платили Великие князья.
В годы Гражданской войны зубров практически истребили, к 1920-му на территории Кубанской охоты оставалось не более 100 особей. Без финансирования, только на добровольных началах Шапошников смог набрать нескольких инспекторов для охраны заповедника. Он находился в постоянном конфликте с местными жителями, которые хотели пасти скот, охотиться и валить лес на заповедных землях. Проблема истребления зубра постепенно получила международный резонанс — в 1923-м на Международном конгрессе по охране природы в Париже была принята резолюция по защите зубра и учреждено одноимённое международное общество, обещавшее финансовую поддержку проектам сохранения этих животных. В результате советское правительство согласилось создать заповедник на Кавказе — соответствующий декрет был подписан 12 мая 1924 года. Несмотря на все усилия Шапошникова, браконьерство на землях бывшей царской охоты достигло такого масштаба, что к 1927 году зубров истребили и вид был объявлен исчезнувшим. Только к 1929-му году Шапошников смог добиться запрета охоты на выдру. Конфликты возникали у него и с Главнаукой, которая была назначена куратором заповедника и навязывала свои решения: например, зная ситуацию изнутри, Шапошников выступал против названия «зубровый заповедник»: местные жители считали, что если добить остатки популяции зубра, земли будут возвращены им для хозяйственных нужд. Помимо работы директором, он читал лекции о природоохране, водил экскурсии в горы и созданный им музей. Первым научным подразделением заповедника стала энтомологическая станция на кордоне Гузерипль, основанная в 1930-х. Сотрудники изучали энтомофауну заповедника и разрабатывали методики по борьбе с лесными вредителями.

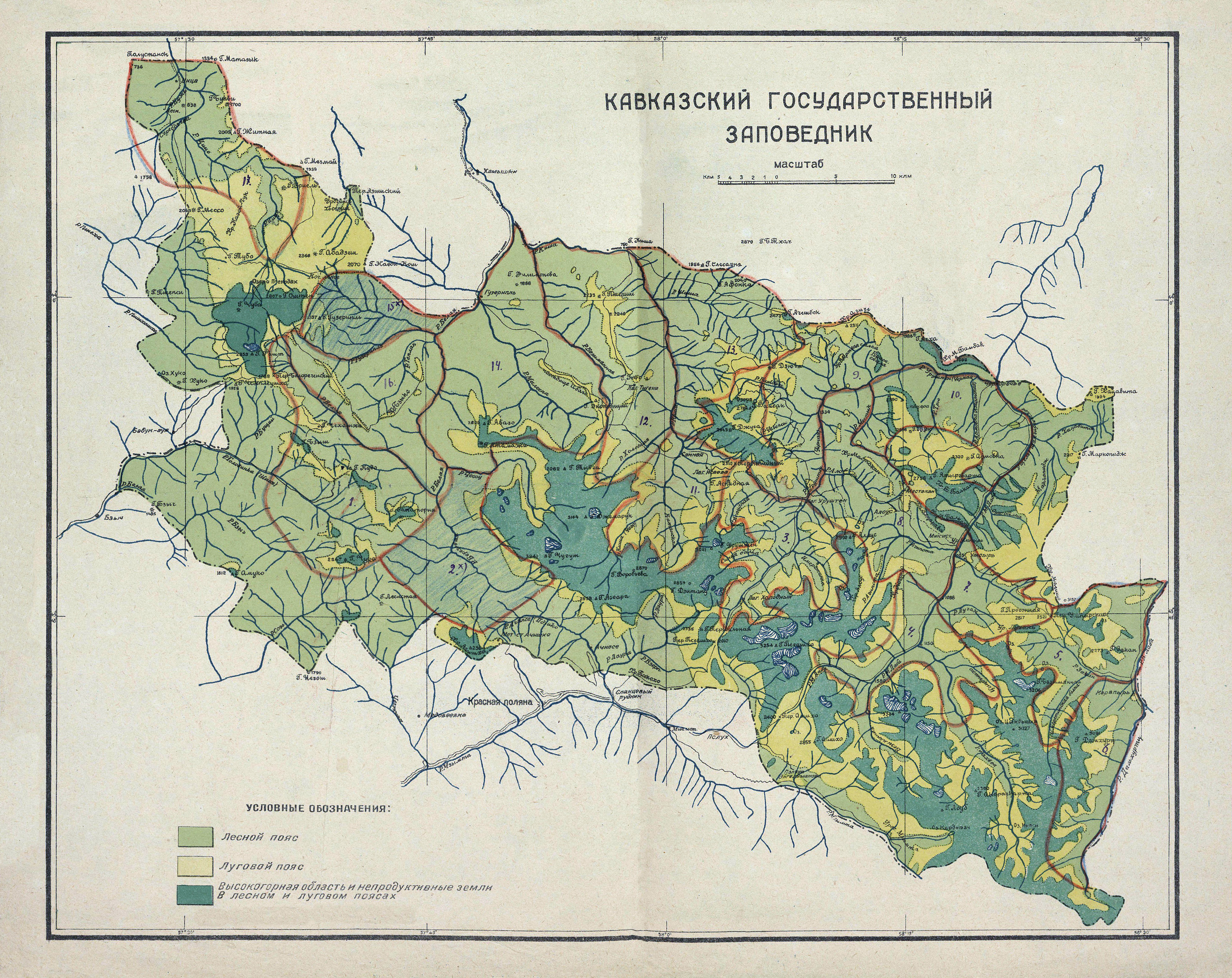
Карта Кавказского государственного заповедника, 1945 г.

В архиве Кавказского заповедника сохранился разработанный Иваном Сергеевичем Башкировым план восстановления популяции зубра на Кавказе. Его проект называют первым в мире систематичным планом реинтродукции истреблённого в природе вида, тогда как прежде такие попытки предпринимались лишь на основе «профессиональной интуиции» натуралистов. Первым в СССР селекцией зубров занялся в 1921 году Б. К. Фортунатов в Аскании-Нова. Он работал над выведением «условно чистых зубров методом поглотительного скрещивания и геноакклиматизации». К «условно чистым» относились особи, имевшие не менее 15/16 крови зубра и не больше 1/16 крови бизона. В 1931-м Фортунатов работал в Кавказском заповеднике, он предлагал завезти в Крымский и Кавказский заповедники по несколько особей из Аскании-Нова, чтобы а затем расширить географию их распространения до Центрального Лесного и Башкирского заповедников. Проекту покровительствовал председатель Комиссии по заповедникам при ВЦИК Б. Г. Смиридович. Однако в 1930-х реализовать его не удалось — после смерти Смиридовича Фортунатов сменил место работы и план оказался забыт. В архивах Кавказского заповедника сохранился и другой документ — подготовленный в 1936-м проект восстановления популяции зубра Ивана Сергеевича Башкирова. В нём были подробно расписаны инструкции по подготовительным работам, транспортировке и кормлению зверей, обустройству загонов, обозначены участки выпаса и дана вся смета расходов. Работы по плану Башкирова возглавил в 1938 году Михаил Заблоцкий. Летом 1940-го в Кавказский заповедник привезли пять асканийских зубробизонов — четырёх самок и самца, кровность которого по зубру составляла ⅞, а уже осенью того же года родились два первых телёнка.
Конфликт между Шапошниковым, местными властями и Главнаукой усугубился тем, что присланные из Москвы сотрудники заповедника стали писать на него доносы. В 1937 году Христофора Шапошникова расстреляли. По словам очевидца,

Гэпэушники, побросав в телегу собиравшуюся им всю жизнь коллекцию бабочек, вели его по улицам Майкопа вслед за телегой, а он шел и плакал, глядя, как падает в дорожную пыль все это богатство.

### XX век
В 1979 году заповедник получил статус биосферного и вошёл в Всемирную сеть биосферных резерватов. Он стал пятым по счёту объектом из России, получившим статус Всемирного наследия: его включили в список ЮНЕСКО на XXIII сессии комитета 30 ноября 1999 года.
В конце XX века популяция зубра вновь оказалась под угрозой. Массовый падёж животных происходил из-за нескольких снежных зим, когда высота снежного покрова в два раза превысила максимально переносимый зубрами уровень. После распада СССР, в годы, когда государственный контроль за заповедниками ослаб и финансирования на их работу практически не выделялось, резко возросло число браконьеров, на зубров стали охотиться местные жители. В результате, с 1340 особей в 1986-м году популяция снизилась до 140 в 1999-м. Столь же сильно пострадали популяции оленя, тура и серны.

### Современность

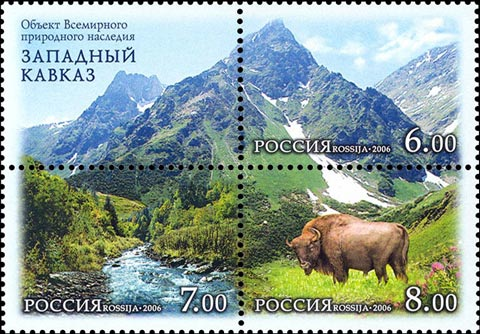
Кавказский заповедник на почтовых марках России 2006 года

В 2007 году заповеднику было присвоено имя его создателя Христофора Шапошникова.
Летом 2020 года в заповедник были включены заказник «Приазовский» — уникальный комплекс лиманов Славянского района Краснодарского края — и дендрологический парк «Южные культуры» площадью в 20 га, в котором представлена богатая коллекция экзотических растений.
К началу 2020-х восстановилась и считается стабильной большая часть популяций крупных млекопитающих заповедника: например, число особей зубра достигло 1200, медведей — 1734, туров и серн — 2947 и 1278, соответственно.

## Угрозы

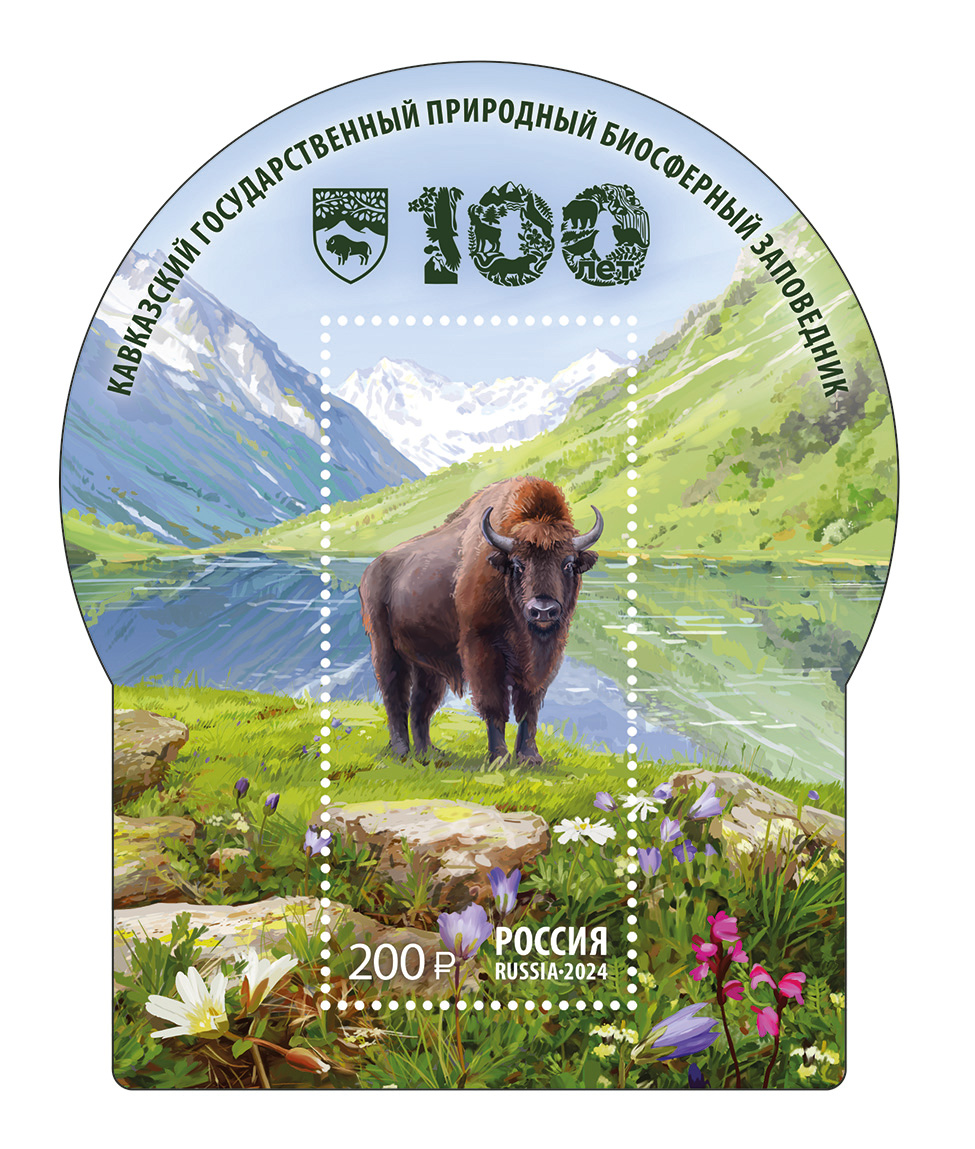
Почтовый блок — 100 лет Кавказскому государственному природному биосферному заповеднику

Сохранности экосистем заповедника, его территориальной целостности и популяциям животных постоянно угрожают антропогенные факторы. Хозяйственная деятельность человека оказывает пагубный эффект на ёмкость среды биосферного резервата — возросшая антропогенная нагрузка на прилегающие к его границам территории сокращает «эффективное ядро» заповедника и уже привела к тому, что современная численность копытных ниже показателей 1980-х, хотя фактически площадь их обитания осталась прежней. Из крупных млекопитающих особенно сильно негативный эффект отражается на популяции благородного оленя. На территории отмечен выпас скота, незаконная вырубка леса, браконьерство. Хозяйственная деятельность человека уже привела к тому, что более 37 % фитоценозов приозёрных территорий уничтожены, а относительно благополучны не более 35 %.
С точки зрения природоохраны туризм также наносит ущерб местным флоре и фауне — любой пролёт вертолёта распугивает животных и вызывает у них стресс, туристы часто нарушают охранные зоны и иногда занимаются браконьерством, массовый туризм приводит к деградации почв и заносу инфекций в местную среду. Иногда это приводит к непоправимым последствиям — так в 2010—2012 годах из-за занесённой африканской чумы свиней полностью погибла кавказская популяция кабана. Сотрудники ведут постоянный мониторинг состояния экосистем — так в 2019 году был закрыт участок маршрута № 8а в долине реки Дзитаку, поскольку несмотря на запрет, туристы мыли в местных озёрах посуду, плавали в них и загрязняли воду пищевыми отходами.
В 2020 году Международный координационный совет МАБ планировал исключить заповедник из Всемирной сети биосферных резерватов из-за его несоответствия предъявляемым требованиям. Зонирование Кавказского заповедника выполнено так, что «ядро» занимает более 90 % всей площади, 10 % составляет буферная, а переходная отсутствует. Такое деление приводит к постоянному конфликту задач природоохраны и интересов местных жителей, тогда как необходимым критерием биосферного резервата является их сотрудничество и партнёрство. Характерным примером сложившегося противостояния стал случай с проектом восстановления местной популяции леопардов: после того, как один из трёх выпущенных в заповеднике зверей напал на домашних коз, перестали поступать сведения о нём и о втором самце. Исключению Кавказского заповедника из программы МАБ помешала только пандемия COVID-19, из-за которой заседание было перенесено.
Угрозу представляет попадание в местные экосистемы инвазивных видов. Например, распространение гусеницы самшитовой огнёвки в период с 2014 по 2017 год привело к тому, что погибли все местные самшитовые деревья старше 3 лет. Гусеницы попали на Кавказ с посадочным материалом, который из Италии привезли для озеленения Олимпийской деревни в 2012 году. Из-за распространения инвазивного вида каштановой орехотворки в ближайшие 10 лет учёные прогнозируют полное исчезновение местного вида — каштана посевного. Интродуцентный енот-полоскун, не имеющий естественных врагов в заповеднике, постоянно расширяет ареал своего обитания, истребляя эндемичные и исчезающие виды птиц и земноводных. Всего на 2021 год было зарегистрировано попадание в Кавказский заповедник 20 видов чужеродных насекомых, 8 видов млекопитающих и 86 видов растений. Исчезли такие аборигенные виды, как болотная черепаха, черепаха Никольского и южный подковонос.

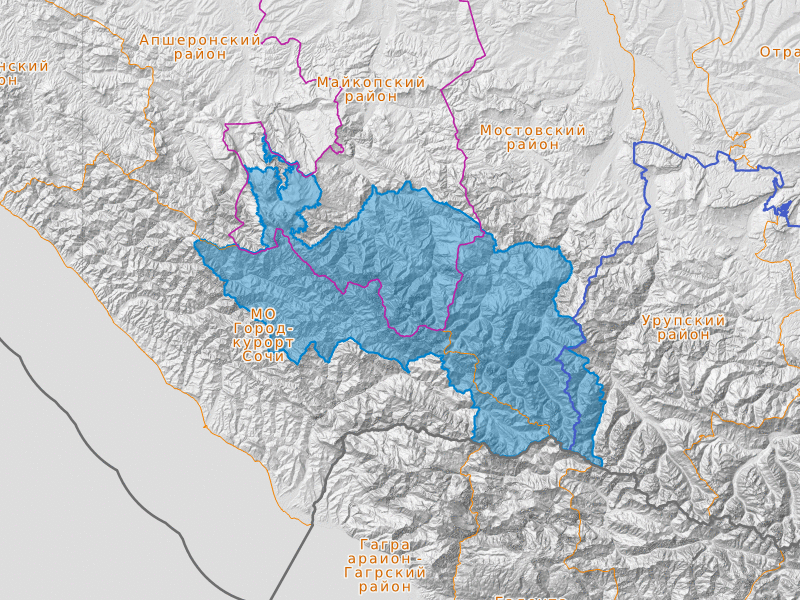
Современная территория Кавказского государственного природного биосферного заповедника

Со времени основания заповедника его территория изменялась 12 раз. В современности земли Кавказского заповедника представляют собой территорию со значительным коммерческим потенциалом. Greenpeace выделяет в заповеднике как минимум 11 «горячих точек», где возникла угроза застройки. Ещё с 2013 года российские власти рассматривают проект изменения границ заповедника и создания горнолыжного курорта на его территории. По поручению бывшего вице-премьера РФ Александра Хлопонина в 2014-м был подготовлен документ «об уточнении» его границ, который однако получил отрицательное заключение экспертов ЮНЕСКО и был заморожен после того, как в приоритетном порядке стал развиваться курорт в Красной Поляне.
С 2017 года обсуждается возможность строительства четырёхполосной магистрали между Кисловодском и Адлером. Предложенная Росавтодором трасса проходит по землям Кавказского заповедника, фактически разрезая его пополам. Экологи единогласно заявляют, что такой проект приведёт к непоправимым последствиям для природы: шум от строительных работ и движения транспорта распугает животных, будут уничтожены звериные тропы и маршруты миграции, разрушена экосистема первозданных лесов. Результаты многолетней работы по восстановлению популяции зубра, оленя, медведя и других крупных млекопитающих будут сведены на нет, также как и недавно начатый проект реинтеграции переднеазиатского леопарда. Из-за вырубки деревьев увеличится сход грунта и вырастет опасность оползней, по прогнозам жилые населённые пункты в нижних участках течения горных рек окажутся затоплены.
На 42-й сессии Комитет всемирного наследия потребовал от российской стороны предоставить детальный отчёт по планам развития горно-туристической инфраструктуры на территории непосредственно примыкающих к заповеднику Сочинского национального парка и Сочинского заказника. Ранее ЮНЕСКО неоднократно рекомендовал властям отказаться от строительства на землях рядом с заповедником, поскольку крупномасштабные проекты неминуемо окажут пагубное действие на его природу. Ожидалось, что если до февраля 2019 года власти России не предоставят исчерпывающего ответа на запрос комитета, то ЮНЕСКО будет вынуждено перевести «Западный Кавказ» в список «объектов всемирного наследия, находящихся под угрозой». Этот вопрос должен был обсуждаться на 45-й сессии ЮНЕСКО в Казани во второй половине июня 2022 года. Из-за военных действий на Украине сессию отложили. По предварительным данным, она должна пройти в начале 2023 года в Саудовской Аравии.
6 марта 2021 года по распоряжению правительства РФ из заповедной зоны были исключены Лагонакское нагорье и Фишт-Оштеновский горный массив. Этим землям присвоили статус биосферного полигона, подразумевающий возможность строительства и ведения хозяйственной деятельности. Однако 14 января 2022 года правительство РФ утвердило новые границы, сократив территорию Лагонакского полигона с 17264,13 га до 13901,12 га, а Фишт-Оштеновский из него исключили. В результате, по состоянию на 2022 год, Фишт-Оштеновский массив и некоторые другие территории в западной части заповедника вообще не имеют однозначного статуса — экологи и правительство ссылаются на разные, противоречащие друг другу документы.
В августе 2022 в СМИ появилась информация, что Минприроды России рассматривает возможность перевода горы Агепсты и массива Турьи горы из Кавказского заповедника в Сочинский заказник. Такое понижение охранного статуса этих земель приведёт к тому, что на них будет разрешена хозяйственная деятельность: до 2029 года компания «Роза Хутор» планирует создать здесь всесезонный курорт «Долина Васта». Примечательно, что ещё в 2014 году Министерство природы собиралось, наоборот, поднять охранный статус Сочинского заказника и включить его в границы Кавказского заповедника. Вообще за историю природоохраны России не было случаев перевода заповедных земель в заказники, подобная процедура даже не предусмотрена в законодательстве. На этих землях обитает единственная в Сочинском нацпарке популяция западнокавказского тура, а также краснокнижные кавказский лесной кот и кавказская выдра (Lutra lutra meridionalis). По мнению экспертов, застройка этих территорий нанесёт непоправимый ущерб не только природе, но и негативно скажется на водоснабжении всего региона.

## Комментарии
1. ↑  Полидоминантные фитоценозы имеют вторичный доминантный господствующий вид.